# Антимонид празеодима
Антимонид празеодима — бинарное неорганическое соединение
празеодима и сурьмы
с формулой PrSb,
кристаллы.

## Получение
- Нагревание чистых веществ в вакууме:

{\displaystyle {\mathsf {Pr+Sb\ {\xrightarrow {2170^{o}C}}\ PrSb}}}

## Физические свойства
Антимонид празеодима образует кристаллы
кубической сингонии,
пространственная группа F m3m,
параметры ячейки a = 0,638 нм, Z = 4,
структура типа хлорида натрия NaCl
.
Соединение конгруэнтно плавится при температуре 2170°С (2161°С).
При температуре 1950°С в кристаллах происходит фазовый переход.
При давлении 13 ГПа также происходит фазовый переход.